# Robert C. Harvey
Pour les articles homonymes, voir Harvey.
Robert C. Harvey, né le 31 mai 1937 et mort le 7 juillet 2022, est un auteur de bande dessinée, illustrateur et critique de bande dessinée américain. Collaborateur régulier du Comics Journal et du Comics Buyer's Guide depuis la fin des années 1970, il a publié de nombreux ouvrages sur la bande dessinée depuis les années 1990, notamment chez des éditeurs universitaires.
Il reçoit en août 2018 pour l'ensemble de son œuvre l'un des 25 prix Inkpot remis cette année-là au Comic Con de San Diego.

## Principales publications
- Cartoons of the Roaring Twenties, Seattle, Fantagraphics, 2 vol., 1991-1992.
- The Art of the Funnies. An Æsthetic History, Jackson, University Press of Mississippi, 1994.
- Children of the Yellow Kid. The Evolution of the American Comic Strip, Seattle, Frye Art Museum et University of Washington Press, 1998.
- Contributeur régulier à l’American National Biography, Oxford, Oxford University Press, depuis 1999.
- Accidental Ambassador Gordo. The Comic Strip Art of Gus Arriola, Jackson, University Press of Mississippi, coll. « Studies in Popular Culture » , 2000.
- Meanwhile... A Biography of Milton Caniff, Seattle, Fantagraphics, 2007.
- The Antic Cartoon Art of T.S. Sullivan, Seattle, Fantagraphics, 2010.